# Delaplaine
La ville américaine de Delaplaine est située dans le comté de Greene, dans l’État de l’Arkansas aux États-Unis. Elle a été fondée en 1912. Sa population s’élevait à 64 habitants lors du recensement de 2020.

## Démographie
Sa superficie est de 2,87 km². Sa densité est de 22,3 hab./km².
| 1920 | 1930 | 1940 | 1950 | 1960 | 1970 |
| ---- | ---- | ---- | ---- | ---- | ---- |
| 152  | 161  | 180  | 208  | 186  | 145  |

| 1980 | 1990 | 2000 | 2010 | - | - |
| ---- | ---- | ---- | ---- | - | - |
| 161  | 146  | 127  | 116  | - | - |

## Source
- (en) Cet article est partiellement ou en totalité issu de l’article de Wikipédia en anglais intitulé « Delaplaine, Arkansas » (voir la liste des auteurs).

1. ↑  « Statistiques des États-Unis - Arizona - Profils des comtés de 2010 » (consulté en novembre 2020)